# Gruppo della dolomite
Il gruppo della dolomite è un sottogruppo di minerali carbonati il cui principale è la dolomite. Insieme al gruppo della calcite, fa parte dei carbonati trigonali secondo la classificazione Strunz.
La formula chimica generale è Ca(Mg,Fe,Mn)(CO3)2.

## Struttura
Appartiene alla classe di rotoinversione del sistema trigonale R3. Spesso le facce dei suoi minerali sono ricurve tanto da dare cristalli selliformi. Si trovano in masse a grana grossa sfaldabili.
Similmente alla calcite, la dolomite è organizzata in strati di (CO3 )2- alternati a strati di Ca2+ e di Mg2+. Questa struttura è dovuta alla grande differenza di dimensioni dei raggi ionici dei due cationi, che è anche causa della perdita degli assi binari e dei piani di simmetria. Mg e Ca coesistono in proporzione 1:1, a temperature inferiori a 700C°.

## Caratteristiche
I minerali di questo gruppo sono isostrutturali e hanno caratteristiche comuni (vedi tabella).
| Caratteristiche  |                                               |
| ---------------- | --------------------------------------------- |
| Sfaldatura       | romboedrica perfetta, secondo il piano (1011) |
| Geminazione      | comune secondo faccia 0001                    |
| Colore           | variabile (dolomite), giallastro (ankerite)   |
| Lucentezza       | vitrea                                        |
| Opacità          | da trasparente a traslucido                   |
| Durezza Mohs (H) | 3,5-4                                         |
| Densità (G)      | 2,85                                          |
| Effervescenza    | in acido cloridrico (HCl) caldo               |

## Minerali del gruppo della dolomite
- Ankerite
- Dolomite
- Kutnohorite
- Minrecordite
- Norsethite
- Škáchaite